# Мотоджимхана
Мотоджимхана (англ. motorcycle gymkhana) — спортивное испытание на время, в котором участники на мотоциклах соревнуются на самое быстрое маневрирование на асфальтовой площадке среди искусственных препятствий в виде конусов.
Как направление в мотоспорте мотоджимхана возникла в Японии в 1970-е годы и была обусловлена желанием создать вид спорта, который не нуждается в специальных мотоциклах и треках. Мотоджимхана быстро стала популярной, привлекая людей, имеющих мотоцикл от малого до великого, и получила распространение в других странах.

## Проведение соревнований
Место соревнования — это, обычно, закрытая площадка, например, площадка автошколы или автостоянка. Схема трассы разрабатывается организаторами и отличается для каждого соревнования. Каждый участник пешком проходит трассу для ознакомления, а затем все стартуют поодиночке в определённом порядке. Участник может пройти трассу два раза, засчитывается время только одного, самого быстрого прохождения.
Как правило, гонщики используют только первую и вторую передачи из-за множества крутых поворотов трассы, поэтому скорости обычно низкие или умеренно-средние. Существует высокая вероятность падения из-за нестабильности мотоциклов на низких скоростях, но травмы или повреждения мотоцикла, тем не менее, редки. В соревнованиях могут принимать участие любители или новички — от гонщика требуется минимум экипировки и никаких специальных лицензий для участия.
Из-за плотного расположения препятствий на трассе более маленькие и лёгкие мотоциклы часто имеют преимущество перед более крупными. Тем не менее, трасса может включать в себя длинные прямые участки в дополнение к крутым поворотам, так что мотоциклы различных размеров, стилей и компоновки остаются потенциальными соперниками.
Мотоджимхана требует от гонщиков знаний техники ускорения-торможения, управления и контроля веса, умения настроить мотоцикл на максимальную производительность, способности оценить наиболее эффективную траекторию прохождения трассы.

## Требования к мотоциклам
- Мотоциклы должны быть зарегистрированы и иметь номерной знак.
- Допускается только двухколёсная техника. Правила не предполагают никаких ограничений к типу мотоцикла — можно участвовать на нейкеде, супер-спорте, круизере, скутере, мотоцикле двойного назначения.
- Стоп-сигнал должен быть в рабочем состоянии.
- Шины должны быть дорожными, слики или колёса супермото не допускаются.
- Шины должны иметь достаточную глубину канавок протектора, изношенная резина не допустима.
- Допустимый уровень шума ограничен 100 дБ.
- Мотоциклы не должны иметь острых деталей на концах руля, рычагах, лапках переключения и любых других частях.

При выполнении вышеуказанных требований остальные изменения в конструкции мотоциклов допустимы. Например, участники могут поднять повыше руль (для лучшего контроля управляемости), изменить передаточное отношение путём замены передней и/или задней звёздочки (для лучшего ускорения), изменить выхлопную систему, снять обтекатели (для уменьшения веса).

## Экипировка
- Участники должны иметь закрытый (full-face) или кроссовый мотошлем. Открытый шлем или отсутствие шлема не рекомендуется.
- Участники должны иметь мотоциклетные перчатки и защиту локтей.
- Для защиты верхней части тела рекомендуется также дополнительная защита плеч, груди, спины. Возможен вариант спортивного комбинезона со встроенной защитой или кожаная куртка.
- Для нижней части тела от участника требуется иметь наколенники. Дополнительная защита для бёдер и голени также рекомендуется.
- Разрешена обувь без шнурков или мотоботинки.

## Фигурное вождение мотоцикла в СССР
Аналог мотоджимханы в СССР назывался фигурным вождением мотоцикла и определялся как соревнование на наиболее чёткое выполнение специальных упражнений в ограниченный срок. Фигурное вождение проводилось на горизонтальной площадке, оборудованной искусственными препятствиями. К соревнованиям допускались участники на мотоциклах-одиночках дорожного типа любых классов, мотороллерах и мопедах с любым стажем вождения. На одном мотоцикле разрешалось выступать нескольким участникам.

## Фигурное вождение мотоцикла в России
Соревнования по фигурному вождению мотоцикла (или «азам мастерства») входят в перечень дисциплин мотоциклетного спорта, указанных в Спортивном Кодексе МФР (п. 01.19). Однако, не внесены во Всероссийский реестр видов спорта (ВРВС).

### Упражнения и порядок их выполнения
Участник должен выполнить все упражнения в строгой последовательности их расположения на трассе и уложиться в контрольное время 90 сек.
- «Коридор». Наносятся две параллельные линии длиной по 10,0 м на расстоянии 0,9 м одна от другой. На линиях устанавливаются флажки высотой 0,9-1,0 м. Расстояние между флажками 1 м. Участник должен проехать «Коридор», не задев флажков и не выехав хотя бы одним колесом мотоцикла за их линию.
- «Круг». Наносятся две концентрические окружности: радиус внутренней окружности 1,5 м, радиус внешней окружности 2,6 м. По окружностям устанавливают флажки высотой 0,35 м. Расстояние между флажками 1 м. Участник должен проехать полный круг, не задев флажков и не выехав хотя бы одним колесом мотоцикла за их линию.
- «Габарит». На двух стойках укладывается лёгкая планка (деревянная или алюминиевая трубка). Расстояние между стойками 1,5 м, высота планки над землёй 1,15 м. Участник должен проехать под планкой, не задев её.
- «Колейный мост». Ширина моста 0,25 м, высота моста 0,25 м, длина моста вместе с пологим въездом и съездом 10 м. Участник должен проехать по мосту и съехать на землю с торца моста. Съезд в любом другом месте любым колесом считается невыполнением упражнения.
- «Трамплин». Ширина 0,4 м, высота переднего края 0,3 м, длина 3,0 м. Участник должен выполнить прыжок на мотоцикле с переднего края трамплина. Приземление заднего колеса ближе 1 м от переднего края трамплина считается невыполнением упражнения.
- «Восьмёрка». Два круга, как в упражнении «Круг», соприкасаются внешними окружностями. Расстояние между флажками 1 м. Участник должен въехать в месте соприкосновения окружностей, проехать первый круг против часовой стрелки, второй круг — по ходу часовой стрелки или наоборот, не задев стоек (флажков) и не выехав хотя бы одним колесом мотоцикла за их линию.
- «Тоннель». Трое ворот, в которых подвешено по три шара, устанавливают на расстоянии 4,5 м друг от друга. При этом центр средних ворот смещён влево от продольной оси крайних ворот на 2,0 м; высота ворот 2,0 м, ширина 2,0 м, расстояние между боковыми шарами 0,8 м, высота боковых шаров над землёй 0,9 м, высота среднего шара над землёй 1,25 м. Участник должен проехать трое ворот, не задев шаров. Проезд мимо хотя бы одних ворот считается невыполнением упражнения.
- «Эстафета». Устанавливают две стойки на расстоянии 20,0 м одна от другой. К стойкам на высоте 1,5 м от земли горизонтально прикрепляют кронштейны длиной 0,2 м. Стойки устанавливают так, чтобы кронштейны были перпендикулярны оси движения. На кронштейн первой стойки надевается кольцо (из 4-5 мм проволоки) диаметром 0,2 м. Участник должен правой рукой снять кольцо с кронштейна первой стойки и левой рукой надеть его на кронштейн второй стойки, при этом не уронив кольцо и не опрокинув стойку.
- «Зигзаг». Наносятся две параллельные друг другу ломаные линии, каждая состоит из шести прямых отрезков длиной 4 м, расположенных под углом 90 градусов друг к другу. Расстояние между линиями 1,6 м. На линиях устанавливаются флажки высотой 0,9-1,0 м. Расстояние между флажками 1 м. Участник должен проехать траекторию, не задев флажков и не выехав хотя бы одним колесом мотоцикла за их линию.
- «Линия „Стоп“». Ширина линии 0,1 м, длина — 1,5-2,0 м. Участник должен остановиться перед линией так, чтобы иметь с ней контакт шиной переднего колеса, но не выезжая за неё.

### Элементы мотоджимханы на практическом экзамене по вождению ТС категории «А»
Для кандидатов в водители ТС категории «А» комплекс испытательных упражнений содержит 3 упражнения:
- упражнение № 1 — «„габаритный коридор“, „габаритный полукруг“, разгон-торможение»;
- упражнение № 2 — «„змейка“, „колейная доска“, управление на малой скорости»;
- упражнение № 3 — «габаритная восьмёрка»;

При приёме экзамена на мотоцикле с боковым прицепом выполняется одно испытательное упражнение, включающее следующие элементы:
- «змейка» (шаг: 5 м, ширина коридора: 5 м);
- «габаритная восьмёрка» (наружный диаметр кольца: 8 м, расстояние между центрами колец: 6,5 м);
- «разгон-торможение».